# Судомља
Судомља (рус. Судомля) река је на северозападу европског дела Руске Федерације. Протиче преко централних делова Тверске области, односно преко територије Спировског рејона.
Улива се у реку Тифину на 52. километру њеног тока. Укупна дужина водотока је 38 km, а површина сливног подручја око 221 km².